# ホーム・アローン3
『ホーム・アローン3』（ホームアローンスリー、原題：Home Alone 3）は、1997年に公開されたアメリカ・20世紀フォックスのコメディ映画で『ホーム・アローン』『ホーム・アローン2』と同シリーズ。
前作『ホーム・アローン2』及び前々作『ホーム・アローン』とのストーリー面の連続性は無く、主役の子役もアレックス・D・リンツに交代された。
前作及び前々作で編集を務めたラジャ・ゴズネルの長編映画デビュー作でもある。

## あらすじ
ある日の寒い冬のシカゴ、8歳の少年・アレックスは、水疱瘡にかかって家で一人で留守番をする事になる。そんな時に近所の家に泥棒が入り込むのを目撃する。
しかしアレックス以外に目撃者がいなかったために大人達には信じて貰えなかった。そこでアレックスはラジコンにビデオカメラをつけ、その映像を屋根裏のTVに映してラジコンを操作し、その泥棒を尾行して証拠を残そうとした。
泥棒の正体はFBIもマークする犯罪組織の仲間で、彼らが狙っていたのはアレックスが近所のおばさんから貰ったラジコンカーの中に隠されていたマイクロチップ（AXUSというロゴが入っている）だった。そこには国際的トップシークレットの情報が秘められており、連中は盗んだ後に玩具の中に隠してカムフラージュしていたが、手違いでアレックスの元に渡ってしまっていたのだ。彼らはアレックスが件のラジコンカーを持っていると突き止め、チップを取り戻しにやってくる。
一人で留守番していたアレックスは、チップと大好きな家族と家、そして世界を守るため、知恵と頭脳を使って、ペットのネズミ・ドリスと金魚・スティービー、兄のペットのオウムと共に、彼らとの戦いに挑む。

## 登場人物

### 主要人物

#### 主人公とその仲間
アレックス・プルイット
本作の主人公。8歳。発明や機械いじりが趣味の好奇心旺盛な少年。反りが合わなかったミセス・ヘスを真心から助けるなど心優しい性格でもある。
水疱瘡にかかり、両親は共働きで兄姉も学校があるため、一人自宅療養で留守番をする事になる。
当初は近所に泥棒が侵入するのを目撃するたびに警察に通報していたが、犯人たちには上手く逃げられ、自分以外に目撃者がいなかったために家族や警察からは信用されず、証拠集めに奮闘するが、後にミセス・ヘスから雪かきのお代で貰ったラジコンカーにトップシークレットのマイクロチップが隠されていたことを知り、持ち前の頭脳を生かして彼らとの戦いに挑む。
持ち前の頭脳と家中に仕掛けた特製のトラップで見事4人を逮捕に追い込み、チップを開発したコンピューター会社から数十万ドルの謝礼金が贈られることになった。
ドリス
アレックスのペットのネズミ（アルビノのファンシーラット）。
ドリスの他に金魚のスティービーを飼っており、金魚鉢はアレックス特製。
オウム
スタンのペット。クラッカーが大好物であり、口止め料として2枚よこせと要求するほど。お喋りな性格の毒舌家で、普段はアレックスを馬鹿にしているが、何だかんだでアレックスに協力し、終盤ではアレックスが仕掛けていた大量のロケット花火を起爆させ、ボープレー逮捕のきっかけを作った。
ドリスやスティービーとは異なり、最後まで名前は明かされなかった。

#### 犯罪者
FBIが最もマークしている4人組の犯罪者。物語序盤で空港のセキュリティを通過するために手に入れたマイクロチップをラジコンカーに隠すも、空港でのアクシデントで荷物がすり変わり、急遽シカゴへ降り立つ。
マイクロチップを見つけるべく、防犯システム等のあらゆる機器を操って近隣の住宅を探ったり、電話回線を切り替えたりするなどの完璧なチームワーク及びずば抜けた頭脳と行動力で警察を翻弄し、遂にプルイット家にマイクロチップがあることを突き止め、アレックスを狙う。
終盤で全員アレックスの仕掛けたトラップに翻弄された末に逮捕された後、水疱瘡が伝染した。
行動時はダークブルーの日産・クエストに乗っていた。後半には道路封鎖に使われるが、警察を先導する除雪車に跳ね飛ばされ横転させられる。
ピーター・ボープレー
犯罪者一味のボス。当初は主に自身が近隣の家を巡り、マイクロチップを探っていた。
拳銃やショットガンを携行し、チップを取り戻しにプルイット家に侵入する。他の3人よりも頭が切れる方だが、アンガーと共に頭上からトランク一杯の大量の本やバーベル攻撃を喰らったり、目近辺に黒いスプレーをかけられる等、アレックスの頭脳に翻弄されていく。
終盤では倉庫に軟禁されたヘスを助けに来たアレックスを待ち伏せして追い詰めるものの、玩具の拳銃を使った騙し討ちに負けて逃亡。しかし、アリス達3人が逮捕された後にオウムが起爆した大量のロケット花火の爆発に巻き込まれ、逮捕された。
4人の中で特にFBIからマークされており、1990年から7年も逃亡し続けてきた。
犯罪行為を行う際には犯罪を犯したと言う証拠が残らないようにあらゆる方法を使うため警察もお手上げであり、例え犯罪を犯したと言う証拠が警察にバレて逮捕されそうになっても毎回間一髪の所で上手く逃亡して身を隠し、そのため最初の犯罪行為から7年間ずっと逮捕されずにいた。
アリス・リボンズ
犯罪者一味の紅一点。物語序盤でマイクロチップが隠されたラジコンカーを持ち運んでいたが、空港でのアクシデントでヘスの荷物とすり変わってしまう。当初は変装して隠れ家を確保したり、チップ捜索では通行人になりすまし、周辺を探っていた。
中盤でアレックスの知人の母親・クロヴィスになりすまし、チップの居場所を突き止めた。その後プルイット家侵入直前に自分達の荷物を取り違えたヘスを倉庫に軟禁し、プルイット家侵入時は余裕を見せていたが、裏木戸から侵入しようとした際に手袋に強力接着剤がついたり、泥濘に嵌り泥塗れになった上に脱出の際にブーツが脱げてしまったりとアレックスに翻弄されていく。
終盤でアレックスを発見するも逃げられてしまい、エレベーターで追いかけようとして臀部から入ったものの底が抜けられていた為、そのまま落下した結果、両手両足が無茶苦茶な方向に曲がり、まともに立つことさえできない程に複雑骨折してしまい、警官2名に抱えられながら逮捕された。
運動神経は抜群で体術に優れており、作中でアクロバットを披露している。
チップ捜索時は近所の家から連れてきた犬（中盤でアレックスによって解放され、元の飼い主であるジョニーの元へ戻っていった）を連れているものの、本人曰く犬は大嫌いらしい。
バートン・ジャーニガン
犯罪者一味の一人。4人の中で最も冷静沈着な性格でクールな雰囲気を漂わせるが、氷で滑ってしまうという間の抜けた一面を見せた。
当初のチップ捜索では乗車しながら周辺に探りを入れていた。
プルイット家侵入時はアレックスの頭脳に翻弄され、アレックス特製の電気椅子に座って電気ショックを受け臀部を火傷したり、梯子で侵入を図るも落とし穴にはまって落下したり、ズボンに入り込んだドリスに驚いたアリスに急所を攻撃される等、手痛い仕打ちを受ける。
終盤でアレックスを発見するも逃げられてしまい、アンガーと共に跡を追うべく窓から飛び降りるも、トランポリンの底が凍ったプールだった為に寒さで凍りつきながら逮捕された。
アンガーの台詞によれば推理が得意。
最後のシーンで帽子をかぶった時と頭上から落ちてきた芝刈り機によるバリカン攻撃を喰らった時の頭も撮影された。
アール・アンガー
犯罪者一味の一人。粗暴かつ暴力的な長髪の男。
当初のチップ捜索ではランナーや老人に変装し、アリスと共に周辺を探っていた。
プルイット家侵入時はアレックスが仕掛けた特製の電線による電気ショックを受け臀部を火傷したり、アレックスを見つけるも「HAVE A NICE DAY!!!（よい一日を）」と書かれた石膏パウダーを喰らう等、4人の中でアレックスの罠に一番引っ掛かっているが、台所を探る際に盗み食いをしたり、カレンの部屋の浴室を覗こうとするという意地汚い一面を見せた。
終盤でアレックスを発見するも逃げられてしまい、ジャーニガンと共にトランポリンで跡を追うべく窓から飛び降りるも、トランポリンの底が凍ったプールだった為に寒さで凍りつきながら逮捕された。

### プルイット家
カレン・プルイット
アレックスの母親。時々厳しいところもあるが、根は家族思いの優しい良き母親。
物語終盤でスタンとモリーを迎えに学校へ来た際に駆けつけたFBIから今回の事件を聞かされ、彼らと共に自宅へ直行してアレックスと再会を果たし、信じてあげられなかったことを深く謝罪した。
ジャック・プルイット
アレックスの父親。出掛ける直前にズボンを履き忘れてしまう間の抜けた一面を見せるが、家族思いの優しい良き父親。
物語終盤までは出張に向かい、天候悪化で飛行機が飛ばず遅れたものの、事件解決後の夜に帰宅し、家族と再会する。アレックスへのお土産にラジコンカーをプレゼントした。
スタン・プルイット
アレックスの兄。学校ではホッケークラブに所属。自室は壁一面にグラビアアイドルやスポーツ選手などのポスターを大量に貼っており、モデルガンや大量のロケット花火なども所持している。
普段はアレックスを馬鹿にしているが、根は弟思いであり、終盤で今回の事件を知ったことでアレックスを見直した。
モリー・プルイット
アレックスの姉。学校では体操クラブに所属。自室はピンク色で統一された可愛らしい部屋。
兄同様、普段はアレックスを馬鹿にしているものの、根は弟思いな性格。終盤で弟の危機を知ると、事件の核心を黙秘しようとするFBIを相手に啖呵切るという大胆不敵な行動に出て今回の事件を知り、兄と共にアレックスを見直した。

### その他の人物
ミセス・ヘス
アレックスの近所に住む中年女性。喫煙者。ケチで偏屈な性格のため、アレックスからは良く思われておらず、彼女自身もアレックスのことを良く思っていなかった模様。
物語序盤ではサンフランシスコ旅行に出掛けて有名なパン屋でパンを買っていたが、アクシデントで荷物がすり変わり、アリス達が持っていたマイクロチップ入りのラジコンカーを持って帰ってしまう。そのラジコンカーを雪かきのお代としてアレックスにあげた事が今回の事件のきっかけとなってしまった。
中盤で荷物を取り違えられたことを根に持ったアリスによって倉庫に軟禁されるが、アレックスに救出され、彼を見直した。
事件の解決後はアレックス達と食卓を囲み、その際にハーバート・フーヴァーが大統領の頃に水疱瘡にかかっていることなども話す。
スタッキー
FBI捜査官。マイクロチップを盗んだボープレー達の行方を追っており、チップを見つけたアレックスが徴兵センターに電話をし、そのチップを専門家が調べた結果、それが探していたチップと確信する上でボープレー達の居所を特定し、至急シカゴへ降り立つ。
当初はアレックスに危険が迫っている事をカレン達に伝え、問い詰められるものの事件の核心に関しては黙秘していたが、啖呵切ったモリーに迫られ、やむなく全てを説明する。その後、プルイット家の自宅へ直行し、チップを取り戻してアリス達3人を逮捕するが、1990年から7年も追い続けていたボープレーは取り逃がしながらも、犯罪者一味の逮捕に大きく貢献し、事件を解決に導いたアレックスに感謝した。しかしその直後にオウムが起爆した大量のロケット花火で遂に7年の悲願を達成し、ボープレーを逮捕した。事件解決後はアレックス達と食卓を囲み、談笑を楽しむ姿を見せた。
ロジャース
FBI捜査官。チップを盗んだボープレー達の居所を特定したスタッキーと共にシカゴへ直行し、4人を逮捕した。事件解決後、アレックス達と食卓を囲み、出張から戻ってきた父と再会するアレックスの姿に微笑ましい笑みを浮かべた。

## キャスト
| 役名                     | 俳優                     | 日本語吹替                                   | 日本語吹替                   | 日本語吹替                                          | 日本語吹替 |
| 役名                     | 俳優                     | ソフト版                                     | フジテレビ版                 | 日本テレビ版                                        | 機内上映版 |
| ------------------------ | ------------------------ | -------------------------------------------- | ---------------------------- | --------------------------------------------------- | ---------- |
| アレックス・プルイット   | アレックス・D・リンツ    | 矢島晶子                                     | 矢島晶子                     | 寺田心                                              |            |
| ピーター・ボープレー     | オレク・クルパ           | 原康義                                       | 小川真司                     | てらそままさき                                      |            |
| アリス・リボンズ         | リア・キルステッド       | 唐沢潤                                       | 一城みゆ希                   | 佐古真弓                                            |            |
| バートン・ジャーニガン   | レニー・フォン・ドーレン | 成田剣                                       | 江原正士                     | 森川智之                                            |            |
| アール・アンガー         | デイヴィッド・ソーントン | 福田信昭                                     | 斎藤志郎                     | 多田野曜平                                          |            |
| カレン・プルイット       | ハヴィランド・モリス     | 宮寺智子                                     | 佐々木優子                   | 戸田恵子                                            |            |
| ジャック・プルイット     | ケヴィン・キルナー       | 松本保典                                     | 堀内賢雄                     | 桝太一                                              |            |
| ミセス・ヘス             | マリアン・セルデス       | 藤夏子                                       | 巴菁子                       | 沢田敏子                                            |            |
| スタン・プルイット       | セス・スミス             | 野島健児                                     | 佐々木望                     | 石川界人                                            |            |
| モリー・プルイット       | スカーレット・ヨハンソン | 佐藤ゆうこ                                   | 折笠富美子                   | 鈴木梨央                                            | 増田ゆき   |
| スタッキーFBI捜査官      | クリストファー・カリー   | 坂口哲夫                                     | 金尾哲夫                     | 山岸治雄                                            |            |
| 警察署長                 | バクスター・ハリス       | 掛川裕彦                                     | 宝亀克寿                     | 長克巳                                              |            |
| 中国犯罪組織のボス       | ジェームズ・サイトウ     | 掛川裕彦                                     | 清川元夢                     | 広瀬彰勇                                            |            |
| 技術者                   | ケヴィン・ガダール       | 坂口賢一                                     |                              | 小形満                                              |            |
| タクシー運転手           | リチャード・ハミルトン   | 宝亀克寿                                     | 長島雄一                     | 山野史人                                            |            |
| アメリカ空軍の募兵事務官 | フリーマン・コフィ       | 宗矢樹頼                                     | 乃村健次                     | 三宅健太                                            |            |
| 警官                     | ニール・フリン           | 乃村健次                                     | 長島雄一                     | 高瀬右光                                            |            |
| ロジャースFBI捜査官      | パット・ヒーリー         |                                              | 増岡太郎                     | 丸山壮史                                            |            |
| オウムの声               | ダーレン・T・クノーズ    |                                              | 岩崎ひろし                   | 矢島晶子                                            | 小形満     |
| 役不明 その他            | N/A                      | 小島敏彦 伊藤栄次 石井隆夫 彩木香里 幸田夏穂 | 中村大樹 梅田貴公美 深水由美 | 徳島えりか 田村聖子 遠藤純一 時永洋 池田海咲 石川藍 |            |

- ソフト版：ビデオ・オン・デマンドなど各種配信にも使用。2013年8月29日の『午後のロードショー』など一部テレビ放送にも使用。
- フジテレビ版：初回放送2001年12月22日『ゴールデンシアター』
- 日本テレビ版：初回放送2019年12月6日『金曜ロードSHOW!』

## スタッフ
- 監督：ラジャ・ゴズネル
- 脚本：ジョン・ヒューズ
- 製作：ジョン・ヒューズ、ヒルトン・グリーン
- 撮影：ジュリオ・マカット
- 音楽：ニック・グレニー＝スミス

### 日本語版
| -    | ソフト版   | フジテレビ版         | 日本テレビ版   |
| ---- | ---------- | -------------------- | -------------- |
| 演出 | 福永莞爾   | 鍛治谷功             | 安江誠         |
| 翻訳 | 佐藤恵子   | 松崎広幸             | 久保喜昭       |
| 調整 | 吉田佳代子 | 栗林秀年             | 𠮷岡拓真       |
| 制作 | 東北新社   | ムービーテレビジョン | グロービジョン |

## 制作
企画が持ち上がった当初は、マコーレー・カルキンが再度ケビン・マカリスターとして登場する予定で、泥棒もジョー・ペシとダニエル・スターンが再演する予定で脚本が制作されていたが、本作の制作時にはカルキンが俳優業を休業していたため、別キャストが起用となり、ストーリーも変更された。アレックス・D・リンツは約2000人の候補の中から選ばれ、担当者は彼の演技を絶賛している。
本作のロケ地であるノーマン・プレイスでの雪景色を撮影する際には、雪が不足したため44トンの塩を使用した人工雪が使用された。

## テレビ放映履歴
| 回数 | テレビ局   | 放送枠             | 放送日         | 放送時間     | 吹替版       | 視聴率 |
| ---- | ---------- | ------------------ | -------------- | ------------ | ------------ | ------ |
| 1    | フジテレビ | ゴールデンシアター | 2001年12月22日 | 21:00～22:54 | フジテレビ版 |        |
| 2    | テレビ朝日 | 日曜洋画劇場       | 2003年9月14日  | 21:00～22:54 | フジテレビ版 |        |
| 3    | 日本テレビ | 金曜ロードショー   | 2006年9月15日  | 21:03～22:54 | フジテレビ版 | 15.1%  |
| 4    | 日本テレビ | 金曜ロードショー   | 2008年10月17日 | 21:00～22:54 | フジテレビ版 | 10.7％ |
| 5    | テレビ東京 | 午後のロードショー | 2013年8月29日  | 13:25～15:25 | ソフト版     |        |
| 6    | テレビ東京 | 午後のロードショー | 2014年12月25日 | 13:35～15:35 | ソフト版     |        |
| 7    | テレビ東京 | 午後のロードショー | 2017年11月2日  | 13:35～15:40 | ソフト版     |        |
| 8    | テレビ東京 | 午後のロードショー | 2019年5月29日  | 13:35～15:40 | ソフト版     |        |
| 9    | 日本テレビ | 金曜ロードSHOW!    | 2019年12月6日  | 21:00～22:54 | 日本テレビ版 | 9.1％  |